# Јелена Јовановић Симић
Јелена Јовановић Симић (Крушевац, 25. децембар 1973) српски је универзитетски професор и филолог. Она је доктор наука у области Српски језик и књижевност и ванредни професор на Филолошком факултету у Београду. Досад је објавила 217 монографија, књига, студија и велики број чланака у часописима, зборницима са скупова, приказима и критикама.

## Живот и каријера
У Крушевцу је провела детињство и завршила основну школу и Педагошку академију. На студијској групи Српски језик и књижевност Филолошког факултета у Београду дипломирала је 28. јуна 1996. године.
Последипломске студије на смеру за науку о језику завршила је 10. јуна 1999. године, пошто је одбранила магистарски рад „Поетска граматика Васка Попе”. Докторирала је на Филолошком факултету у Београду пошто је је 11. децембра 2003. одбранила докторску тезу „Синтаксичке и стилске особине српских народних пословица (према грађи из Вукове збирке ’Српских народних пословица’)”.
На Филолошком факултету у Београду запослена је од 3. новембра 1998. најпре у звању асистента, затим доцента за предмет Стилистика српског језика. Од 29. септембра 2004. у звању је доцента за наставно-научну област Српски језик, предмет Стилистика српског језика, на Филолошком факултету у Београду, а од  7. децембра  2010. у звању ванредног професора.
Упоредо са стилистиком српског језика држала је наставу из фонетике и фонологије, морфологије и синтаксе савременог српског језика. Од 1999. до 2003. држала је вежбе из синтаксе и стилистике српског језика на Филолошком факултету у Крагујевцу. На истом факултету од 2003/2004. до 2008. предавала је Jезичку културу и Стилистику српског језика, а од 2008. године Лингвостилистику и Функционалну стилистику.
На Филолошком факултету у Београду од 2007/2008. предаје следеће предмете: Стилистику српског језика, Општу стилистику, Новинарску стилистику, Функционалну писменост и Савремени српски језик.
Учесник је у комисијама за преглед и оцену научних радова као ментор или као члан комисије. Предавач је и ментор на мастерским и докторским студијама у Београду и на докторским студијама у Крагујевцу на предметима стилистика, синтакса и прагматика.

## Дела

### Књиге и монографије
- Јелена Јовановић, Поетска граматика Васка Попе, НДСЈ, Мала лингвистичка библиотека, Серија V, Број 1, Београд, 2001., 7-293. M42 – 5
- Радоје Симић, Јелена Јовановић, Основи теорије функционалних стилова, НДСЈ, Мала лингвистичка библиотека, Серија V, Број 5, Јасен, Никшић, Београд 2002., 5-272. M42 – 5
- Радоје Симић, Јелена Јовановић, Српска синтакса I-II, НДСЈ, Студије српске и словенске, Научне монографије, Серија IV, Број 1, Филолошки факултет у Београду, Филозофски факултет у Никшићу, Црногорски Универзитет, Подгорица, ’Графичар‘, Ужице, Јасен, Никшић, Београд 2002., I – 3-358. и II – 359-1424.
- Радоје Симић, Јелена Јовановић, Српска синтакса III-IV, НДСЈ, Студије српске и словенске, Научне монографије, Серија IV, Број 1, Филолошки факултет у Београду, Филозофски факултет у Никшићу, Црногорски Универзитет, Подгорица, ’Графичар‘, Ужице, Јасен, Никшић, Београд 2002., III – 3-550. и IV – 551-1650. M12 – 10
- Јелена Јовановић, Синтакса и стилистика српских народних пословица I, прво изд., Филолошки факултет у Београду, НДСЈ, Јасен, Студије српске и словенске, Научне монографије, Серија IV, Број 5, Београд 2004., 13-963. M41 – 7
- Јелена Јовановић, Синтакса и стилистика српских народних пословица II, прво изд., Филолошки факултет у Београду, НДСЈ, Јасен, Студије српске и словенске, Научне монографије, Серија IV, Број 6, Београд 2004., 5-1006. M41 – 7 II

### Чланци и расправе
- Јелена Јовановић, Паралелизам као конструктивни принцип стиховних структура у Попиној поезији, Српски језик IV/1-2, Београд 1999., 563-583. M24 – 4
- Јелена Јовановић, Именичке синтагме у поетском језику Васка Попе, Исследования по славянским языкам V, Корейская ассоцияция славистов, Сеул 2000., 291-306. M24 – 4
- Јелена Јовановић, Три аспекта анализе исказа (Исказне форме у роману ’Корени‘ Добрице Ћосића), Српски језик V/1-2, Београд 2000., 641-677. M24 – 4
- Јелена Јовановић, Језичка структура и стилистичка природа српских народних пословица, Српски језик VII/1-2, Београд 2002., 271-303. M24 – 4
- Радоје Симић, Јелена Јовановић, Паукалне и сродне конструкције, Српски језик VII/1-2, Београд 2002., 83-157. M24 – 4
- Јелена Јовановић, О природи исказних форми као језичких јединица, Српски језик VIII/1-2, Београд 2003., 513-531. M24 – 4
- Радоје Симић, Јелена Јовановић, О асиметричним кондензованим низовима, Наш језик XXXIV/1-2, Институт за српски језик САНУ, Београд 2001., 45-71. M51 – 3
- Јелена Јовановић, Основни принципи стилистичке анализе текста (На примеру песме ’Зид‘ Васка Попе), Књижевност и језик I/2-3, Београд 2003., 157-164. M 52 – 2
- Радоје Симић, Јелена Јовановић, Начела функционално-стилистичког раслојавања језика (У знак сећања на академика Нова Вуковића), Ријеч VIII/1-2, Институт за језик и књижевност Филозофског факултета у Никшићу, Никшић 2002., 9-32. M52 – 2
- Јелена Јовановић, Термини из области науке о стилу у Бошковићеву терминолошком систему, Пети лингвистички скуп ’Бошковићеви дани‘, Научни скупови књ. 61, Одјељење умјетности књ. 22, Радови са научног скупа, Подгорица, 10. и 11. октобра 2002. године, Подгорица 2003., 117-125.
- Јелена Јовановић, Теоријски појмовник Миливоја Павловића са становишта стилистике, НССУВД, Зборник МСЦ, 32/3, Београд 2003., 191-218. – ПРОЈЕКАТ (11-15.9. 2002.